# Salvinia auriculata
Salvinia auriculata là một loài dương xỉ trong họ Salviniaceae. Loài này được Aubl. mô tả khoa học đầu tiên năm 1775.

## Hình ảnh

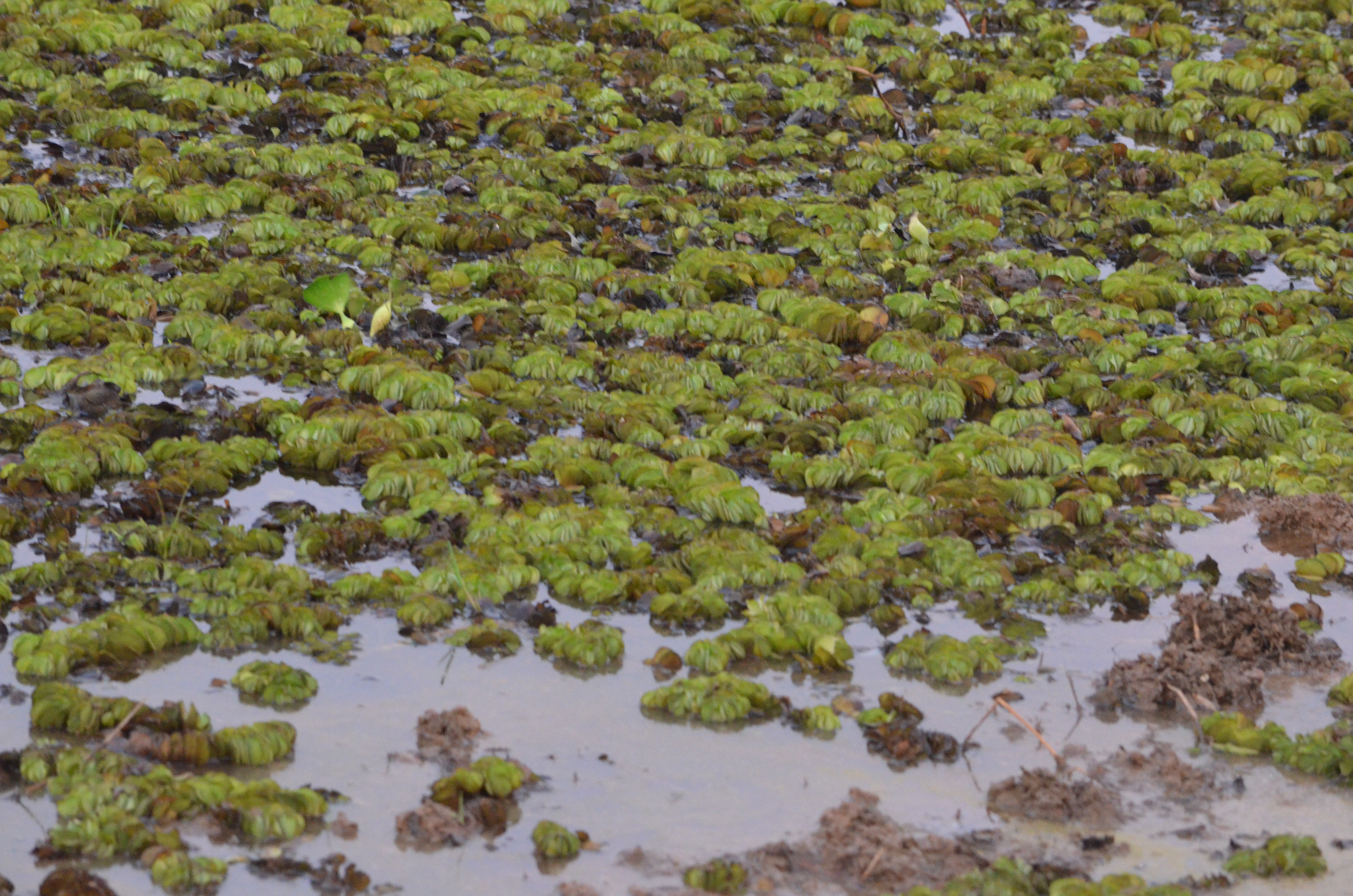
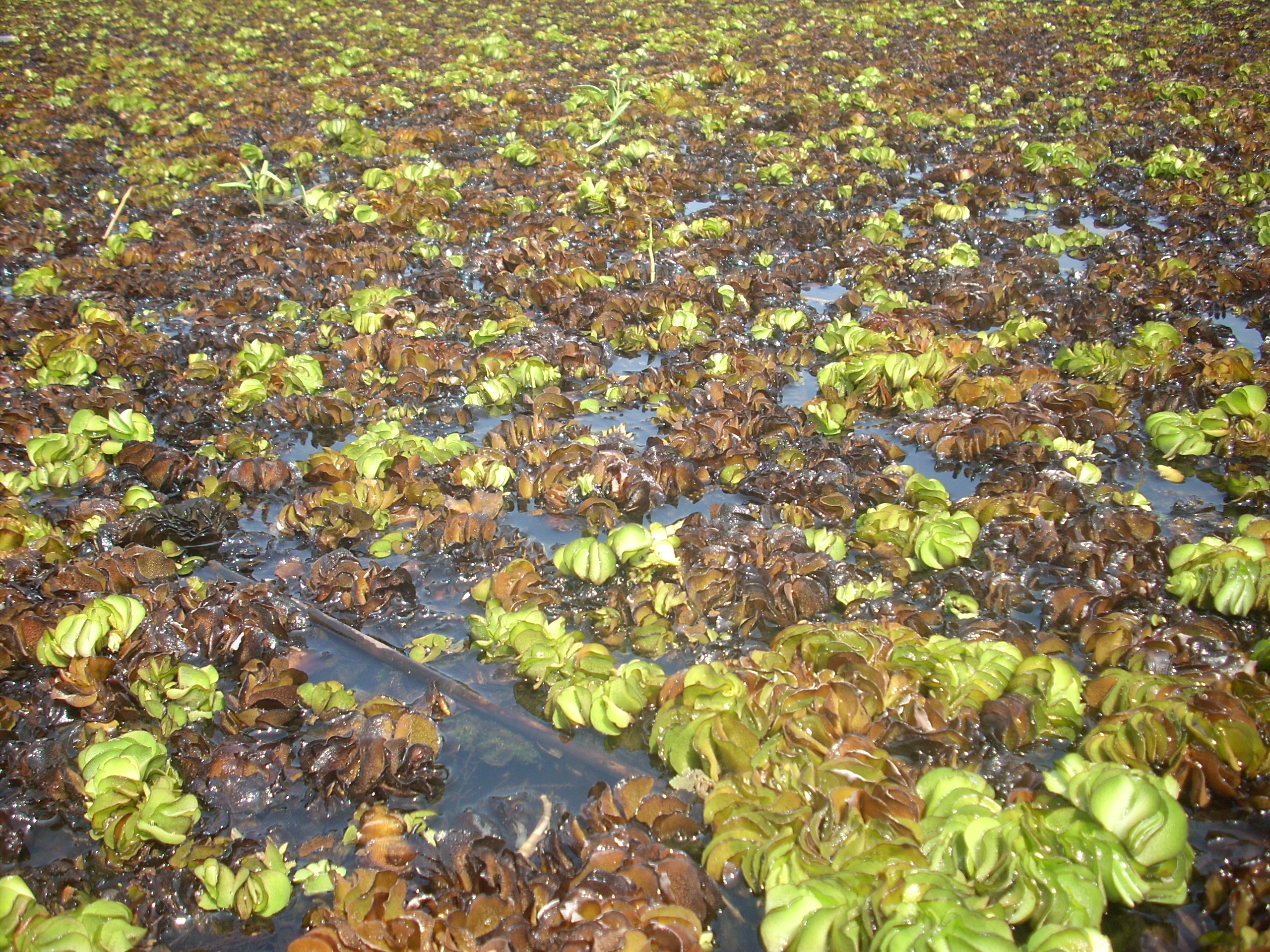
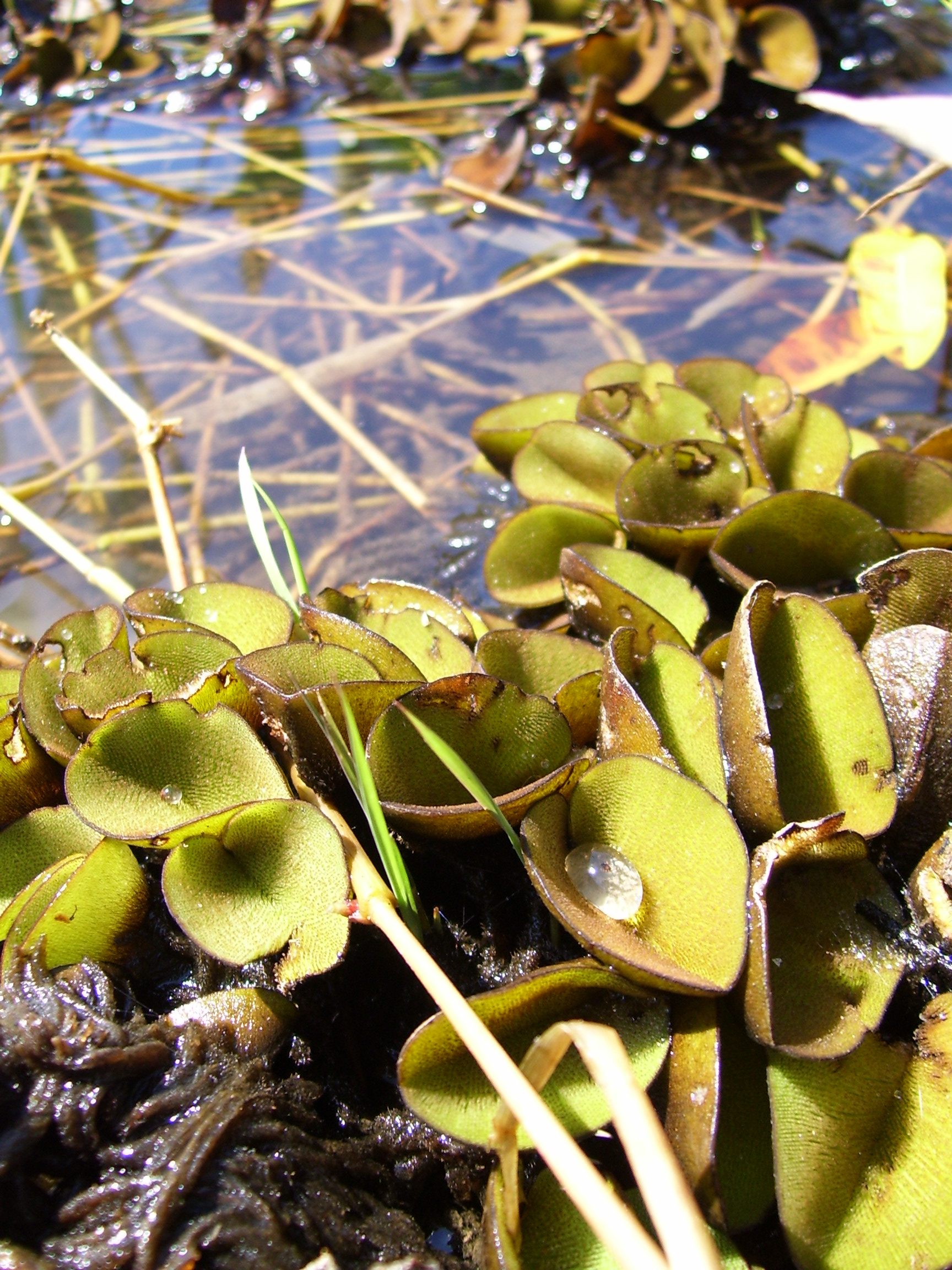
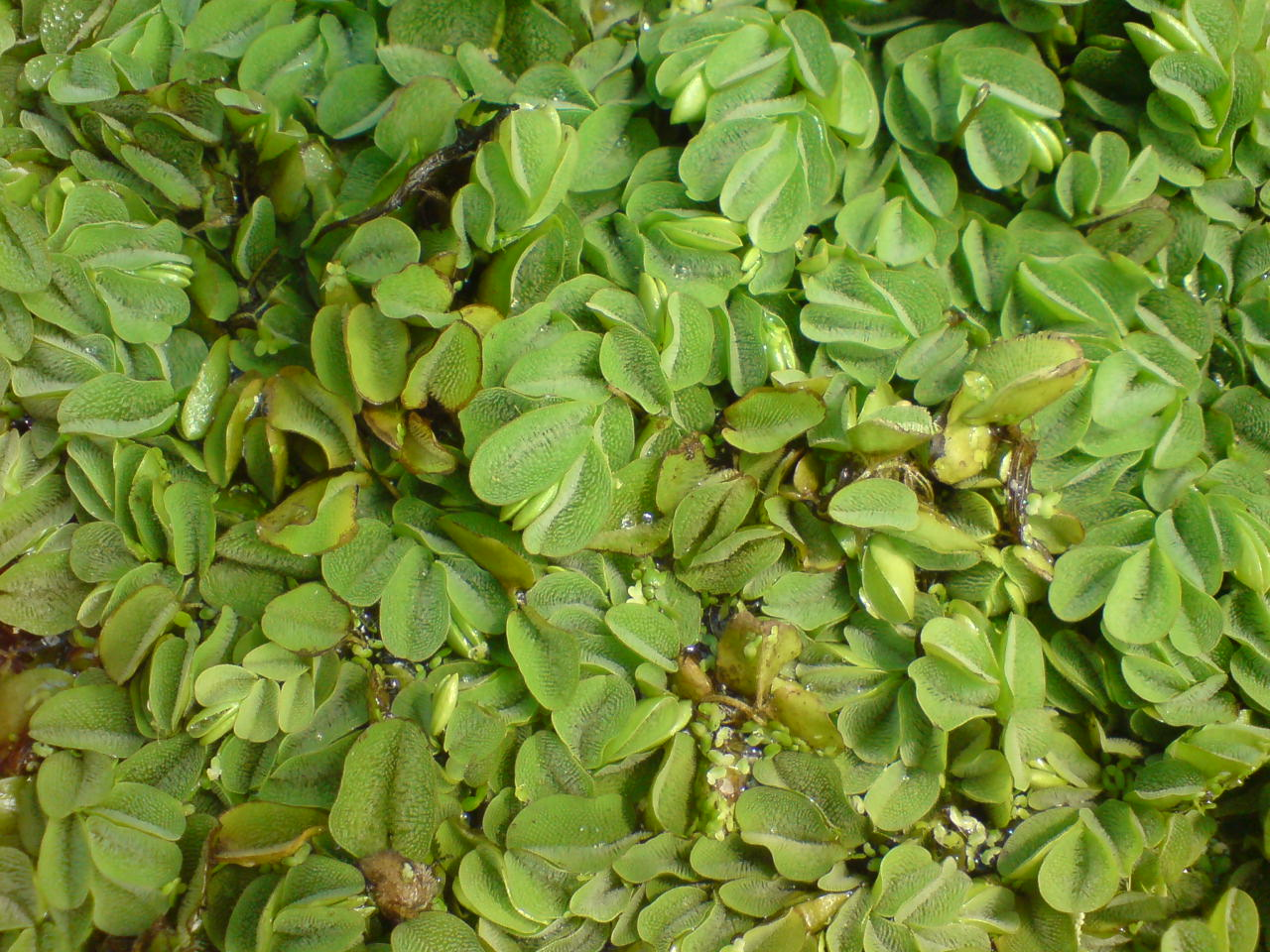